# Cassida deflorata
Cassida deflorata es un coleóptero de la familia Chrysomelidae.
Fue descrita científicamente en 1844 por Suffrian.